# Дубровки (Мышкинский район)
Деревня с созвучным названием Дуброво, стоит также на правом берегу Юхоти, но значительно выше по течению.
Дубровки  — деревня Охотинского сельского поселения Мышкинского района Ярославской области.
Деревня стоит на правом, северном берегу реки Юхоть, в её нижнем течении. Ниже её по течению реки на правом берегу стоят только две деревни Могилицы и Борок. По северному, дальнему от Юхоти, краю деревни проходит дорога, следующая по правому берегу к районному центру Большое Село, около деревни Борок эта дорога выходит на федеральную трассу Р104. Деревня Могилицы начинается непосредственно на западной околице Дубровок, но с другой, северной стороны от дороги на Большое Село. Деревня Борок стоит на небольшом расстоянии к западу от Могилиц, к югу от дороги на Большое Село и востоку от федеральной трассы. Река Юхоть в данном месте существенно расширена за счет вод Рыбинского водохранилища, напротив деревни Дубровки имеется небольшой остров, поросший лесом. Выше Дубровок по течению на берегу Юхоти на расстоянии около 2 км стоит деревня Кадочник. На противоположном левом берегу на карте обозначен пионерский лагерь. От Дубровок на север следует просёлочная дорога через деревни Дегтярёво и Погорелки, выходящая к центру сельского поселения селу Охотино ,.
Деревня Дубровка указана на плане Генерального межевания Рыбинского уезда 1792 года.
На 1 января 2007 года в деревне Дубровки числилось 20 постоянных жителей . Почтовое отделение, находящееся в селе Охотино, обслуживает в деревне Дубровки дома на двух улицах: Береговая (13 домов) и Центральная (14 домов) .